# Ahmed Ali Ghazali
Ahmed Ali Ghazali, né le 1er octobre 1936 dans la commune d'Aïn El Hammam, wilaya de Tizi Ouzou et mort le 4 juillet 2011 à Alger, est un homme politique et ministre algérien. Il a travaillé comme journaliste au début de l'apparition du quotidien algérien Ecchaab (Le Peuple).

## Postes occupés
- Du 21 mai 1968 au 17 septembre 1974   Wali Tizi Ouzou [1]
  - Du 18 septembre 1974 au 7 mars 1979 : Wali  d'Annaba [3]
- Du 8 mars 1979 au 14 juillet 1980 : Le ministre des Travaux publics du premier gouvernement d'Abdelghani à l'époque du président Chadli Ben Jedid [4]
- Du 15 juillet 1980 au 12 janvier 1982 : Ministre du Logement et de la Reconstruction du deuxième gouvernement d'Abdelghani à l'époque du président Chadli Bendjedid[5].
- Du 12 janvier 1982 au 22 janvier 1984. : Ministre du Logement et du Développement urbain du troisième gouvernement d'Abdelghani à l'époque du président Chadli Ben Jadid[6].